# Great Kei River
Great Kei River (Velká řeka Kei) je řeka v Jihoafrické republice. Vzniká nedaleko Cathcartu v provincii Východní Kapsko soutokem zdrojnic Black Kei a White Kei. Vlévá se estuárem do Indického oceánu nedaleko letoviska Kei Mouth. Od pramene k ústí měří 520 km a je devátou nejdelší řekou v JAR. Povodí má rozlohu 20 566 km².
Řeka vytváří četné meandry, protéká subtropickým ekoregionem Albany thickets a v jejím ústí rostou mangrovy. Významný je rybolov. Na White Kei byla v roce 1972 postavena přehrada Xonxa, využívaná hlavně k zavlažování. U města Butterworth vede podél řeky dálnice N2, Great Kei River Pass je známý jako úsek častých nehod.
V období apartheidu byly podle polohy „před řekou“ a „za řekou“ (směrem od Kapského Města) pojmenovány bantustany Ciskei a Transkei.